# Saint-Loubès
Saint-Loubès – miejscowość i gmina we Francji, w regionie Nowa Akwitania, w departamencie Żyronda.
Według danych na rok 1990 gminę zamieszkiwało 6207 osób, a gęstość zaludnienia wynosiła 248 osób/km² (wśród 2290 gmin Akwitanii Saint-Loubès plasuje się na 60. miejscu pod względem liczby ludności, natomiast pod względem powierzchni na miejscu 373.).